# Demodulator
Als Demodulator bezeichnet man in der Funktechnik eine Einrichtung im Radio-Empfänger zur Rückgewinnung des Modulationssignales aus einer zuvor im Sender modulierten Trägerschwingung. Ein Demodulator für Frequenzmodulation befindet sich z. B. in jedem UKW-Empfänger, um das Audiosignal aus dem hochfrequenten, frequenzmodulierten Signal (87,5–108 MHz) zurückzugewinnen.
Je nach Art der Modulation werden verschiedene Verfahren angewandt.

## Amplitudenmodulation (AM)
Zur Demodulation amplitudenmodulierter Schwingungen (z. B. Hörrundfunk Lang-, Mittel- und Kurzwelle, aber auch des Bildinhaltes beim Fernsehrundfunk) wird das Signal gleichgerichtet und anschließend durch ein RC-Glied zur Unterdrückung hochfrequenter Restschwingungen geschickt (Hüllkurvendemodulation). Präzise ausgedrückt handelt es sich um eine Mischung der Seitenbänder mit dem Trägersignal an der nichtlinearen Kennlinie der Diode.
Eine andere Möglichkeit ist die kohärente Demodulation, bei der das empfangene Signal mit einem in Phase und Frequenz abgestimmten lokal erzeugten Trägersignal multipliziert wird. So wird die hochfrequente Schwingung in das Basisband verschoben. Voraussetzung ist aber eine exakte Übereinstimmung der Phase der beiden Trägersignale.

## Einseitenbandmodulation (SSB)
Obwohl Einseitenbandmodulation eine Sonderform von AM ist, kann sie nicht durch Hüllkurvendemodulation aus dem Hochfrequenzsignal zurückgewonnen (demoduliert) werden. Ursache ist, dass die Trägerfrequenz im Sender unterdrückt, im Empfänger aber wieder für die Demodulation benötigt wird. Diese muss im Empfänger durch einen Hilfsoszillator erzeugt und in einem Mischer mit dem Hochfrequenzsignal kombiniert werden. Dann entsteht wieder der ursprüngliche Modulationsinhalt. Dabei ist keine exakte Übereinstimmung der Phase mit dem ursprünglichen Trägersignal notwendig, wenn geringe Verzerrungen in Kauf genommen werden.

## Morsezeichen (CW)
Bei der sehr ursprünglichen Morsetelegrafie wird der Sender im Rhythmus der Zeichen ein- und ausgeschaltet. Im Empfänger würde man mit den meisten Demodulatoren nur kurze Knackimpulse vernehmen, die kaum zu entziffern wären. Wird das Empfangssignal in einem Mischer mit einem Oszillatorsignal überlagert, dessen Frequenz etwa 800 Hz abweicht, hört man die bekannten Pfeiftöne.

## Slow Scan Television (SSTV)
Die Übertragung von Bildern benötigt sehr geringe Bandbreite, weil die Helligkeiten der Bildpunkte als Tonfrequenzen im Bereich 1000 Hz bis 3000 Hz codiert werden. Diese niedrigen Frequenzen rekonstruiert man aus dem Hochfrequenzsignal durch Überlagerung mit einem Oszillatorsignal geeigneter Frequenz, das im Empfänger ähnlich wie bei SSB erzeugt wird. Diese Überlagerung erfolgt in einem Mischer, das Ausgangssignal ist die ursprüngliche Tonfolge der Kamera.

## Frequenzmodulation (FM)
Durch Umwandlung der Frequenzabweichung in eine dazu möglichst proportionale Spannung können FM-modulierte Signale demoduliert werden. Die FM-Demodulation erfordert meist eine Referenzgröße, die  in Form einer Referenzfrequenz oder auch der Eigenfrequenz eines Schwingkreises vorliegt.
FM-Demodulatoren sind je nach Signalbandbreite schmal- oder breitbandig ausgelegt. Ein schmalbandiger Demodulator (z. B. Sprechfunk) erfasst nur einen Frequenzhub von ca. 10 kHz, während ein breitbandiger Demodulator (wie im UKW-Rundfunk üblich) einen Frequenzhub von ca. 150 kHz verarbeiten muss.
Beim Phasendiskriminator, Ratiodetektor und dem Koinzidenzdemodulator wird die FM zunächst in eine Phasenmodulation verwandelt, bevor diese dann demoduliert wird. 
Bei der Flankendemodulation (auch Flankengleichrichtung, heute veraltet) wird das FM-Empfangssignal auf einen etwas verstimmten Schwingkreis gegeben und an dessen Resonanz-Flanke in ein amplitudenmoduliertes HF-Signal umgewandelt, das nach anschließender AM-Demodulation jedoch nur annähernd linear zur Frequenzänderung ist. 
Häufig wird die FM-Demodulation durch eine PLL-Schaltung erreicht. Die PLL versucht, einen VCO (spannungsgesteuerter Oszillator) auf die gleiche Frequenz wie das Eingangssignal abzustimmen. Die Regelspannung entspricht der Frequenzabweichung und damit dem demodulierten Signal.
Bei digitalen Winkelmodulationen wie QPSK wird statt einer PLL vor allem die Costas Loop zur Demodulation eingesetzt.
Weitere Verfahren sind:
- Wiederholtes Messen der Frequenz während eines kurzen Zeitraumes in einem Frequenzzähler; das Ergebnis (Zahl) wird von einem Referenzwert subtrahiert und entspricht nach Durchlaufen eines Digital-Analog-Umsetzers dem ursprünglichen Signal. Das Verfahren wird in der Messtechnik als Frequenz-Spannungs-Umformer bezeichnet.
- Periodisches Auslösen eines Impulses konstanter Länge (Monoflop) durch jeden Nulldurchgang der Wechselspannung: danach liegt eine Pulsdauermodulation vor. Diese PDM muss nun einen Tiefpass zur Beseitigung der hochfrequenten Anteile (Glättung) durchlaufen, um das analoge Demodulationssignal zu erhalten.

Frequenzdemodulation liefert auch das Signal für eine AFC (Automatische Abstimmung auf die Senderfrequenz).
Eine Zusammenfassung sowohl aktueller als auch veralteter Verfahren der FM-Demodulation findet sich in .